# World Rugby
World Rugby (tot 2014 International Rugby Board) is de internationale sportbond van rugby union. WR heeft 100 volledige leden en 18 gedeeltelijke leden. De hoofdzetel is gevestigd in Dublin, Ierland. WR is een lid van Association of Summer Olympic International Federations.
De bond werd opgericht in 1886 als de International Rugby Football Board (IRFB) door de bonden van Schotland, Wales en Ierland. Engeland trad bij in 1890. De International Rugby Football Board veranderde in 1998 van naam en heette sindsdien International Rugby Board. In 2014 volgde de laatste naamswijziging.
Het wereldkampioenschap rugby wordt elke 4 jaar door WR georganiseerd. Daarnaast organiseert de bond enkele jaarlijks competities, zoals de World Rugby Sevens Series en de Pacific Nations Cup.